# Михаил Месхи
Михаил Месхи (на грузински: მიხეილ მესხი; на руски: Михаил Месхи) е съветски футболист.

## Кариера
От 1954 г. до 1969 г. играе в Динамо Тбилиси. До 1964 г. той прави тандем в нападението със Заур Калоев. След края на кариерата си, Месхи работи като треньор и директор в специализираната детска школа Аваза Тбилиси от 1969 до 1991 г.
Почетен майстор на спорта на СССР (1965 г.). Той получава наградата „Орден на честта“. В чест на Месхи е преименуван стадиона на Локомотив в Тбилиси. През ноември 2014 г. на стадиона е издигнат бронзов паметник на футболиста в цял ръст.
Негов син е Михаил Михайлович Месхи (1961-2003), който също е футболист.

## Отличия

### Отборни
Динамо Тбилиси
- Съветска Висша лига: 1964

### Международни
СССР
- Европейско първенство по футбол: 1960